# Mitra (mollusco)
Mitra Lamarck, 1798 è un genere di molluschi gasteropodi della sottoclasse Caenogastropoda.

## Descrizione
La specie tipo di questo genere è Mitra mitra, originariamente descritta come Voluta mitra da Linneo nella sua opera Systema Naturae.
I principali caratteri diagnostici del genere sono:
- conchiglia fusiforme-ovata, con cuspide alta e affusolata e apertura piuttosto stretta;
- superficie liscia o con una scultura prevalentemente a spirale;
- periostraco sottile o assente;
- apertura allungata, dentellata anteriormente da un breve canale sifonico;
- labbro esterno da liscio a frastagliato sul margine, non liscio all'interno;
- columella con poche forti pieghe a spirale, le più grandi situate posteriormente;
- nessun opercolo;
- testa relativamente piccola e stretta, con un paio di tentacoli allungati e ravvicinati con occhi sui lati esterni;
- muso estensibile, molto lungo, con una grande bocca;
- piede piccolo, triangolare, solitamente troncato anteriormente.

La radula è triseriale con un rachide piuttosto piccolo e denti laterali larghi e multicuspidati.
Per lo più popolano le acque litorali e poco profonde dei mari tropicali e subtropicali, ma si trovano anche più in profondità sulla piattaforma e sulle scarpate continentali. A volte vivono su fondali duri nelle barriere coralline. Carnivori o mangiatori di carogne, si nutrono principalmente di vermi sipunculidi e altri gasteropodi che vengono ingeriti interi o in pezzi.
I sessi sono separati con fecondazione interna. Uova deposte in capsule alte e oblunghe con gambo corto e stretto, attaccate a pietre o gusci da un disco piatto. Numerose uova racchiuse in ciascuna capsula, che generalmente si schiudono come larve planctoniche che nuotano liberamente. I mitridi vengono raccolti principalmente per le loro belle conchiglie che sono apprezzate dai collezionisti e attualmente utilizzate nelle industrie artigianali di conchiglie.

## Tassonomia

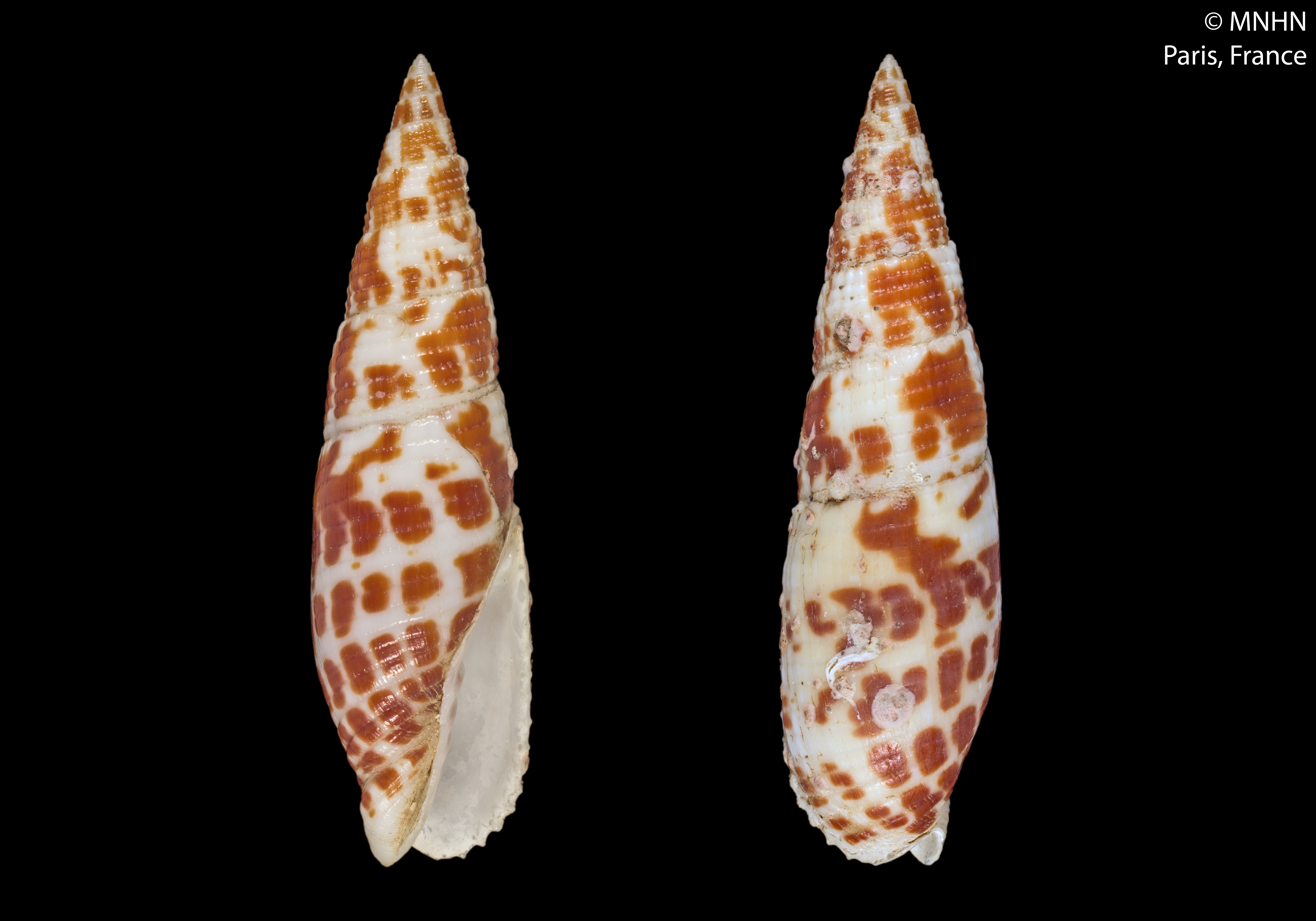
Mitra deprofundis (Nuova Caledonia)

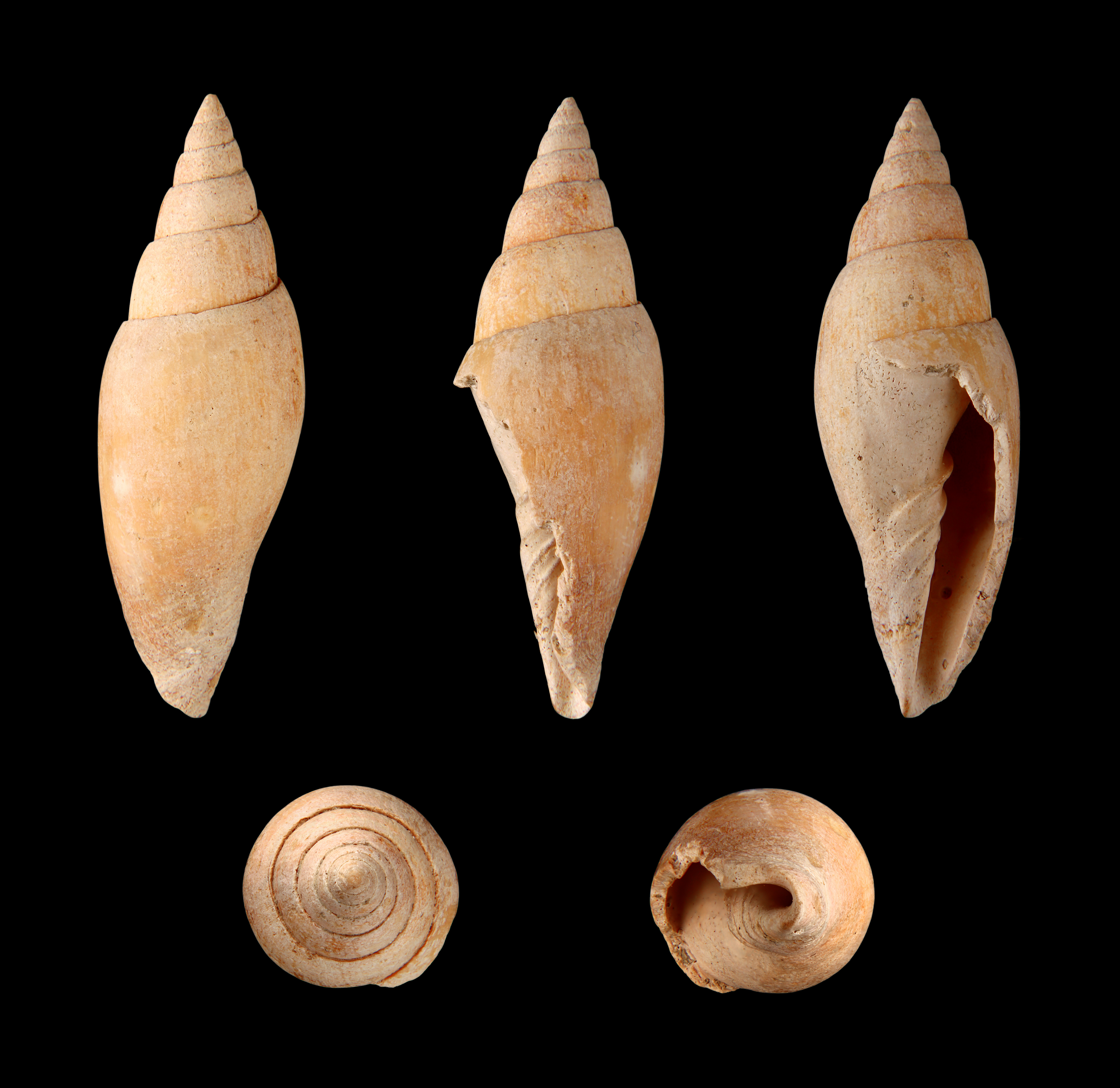
Mitra fusiformis, fossile (Bibbiano)

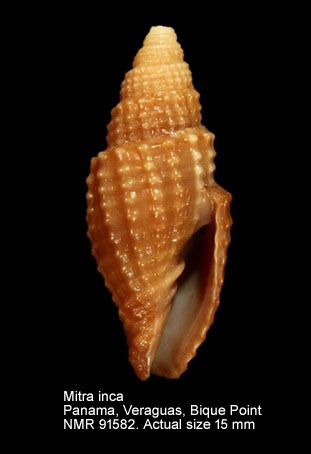
Mitra inca, fossile (Panama)

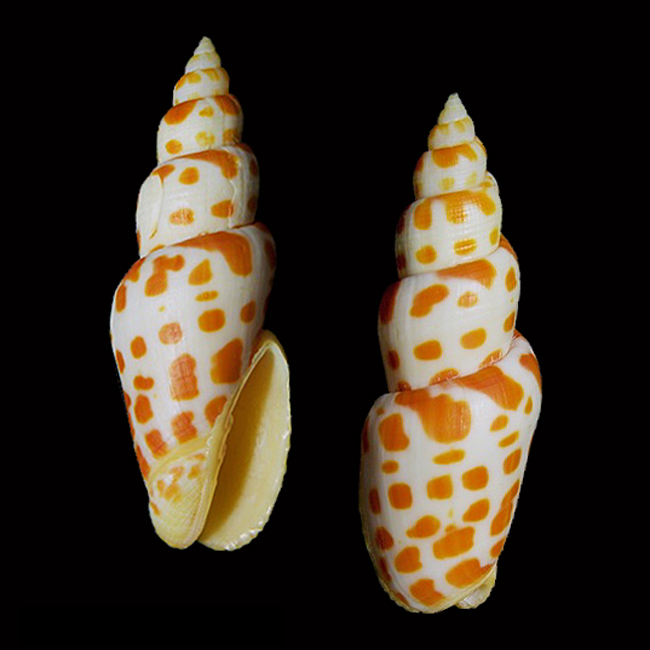
Mitra magnifica

Uno studio del 2015 di Alexander Fedosov et al. ha dimostrato che con le definizioni tassonomiche esistenti allora il genere Mitra era polifiletico suggerendo che un certo numero di specie assegnate a Mitra avrebbero dovuto essere riassegnate altrove. Uno studio successivo (2018) sempre di Fedosov et al. risolse la polifilia di Mitra reintegriando in Mitridae i generi Episcomitra, Isara e Probata e definendo i nuovi generi di: Quasimitra, Roseomitra, Fusidomiporta, Profundimitra , Cancillopsis, Pseudonebularia, Gemmulimitra e Neotiara in Mitrinae; Imbricariopsis in Imbricariinae, mentre Carinomitra e Condylomitra non vennero assegnati a una sottofamiglia specifica.
Sulla base di quanto sopra, alla data (2020), il genere Mitra risulta composto da tredici specie (dieci specie esistenti e tre fossili):
- Specie Mitra abbatis Perry, 1811
- Specie Mitra deprofundis H. Turner, 2001
- Specie † Mitra fusiformis  (Brocchi, 1814)
- Specie † Mitra hectori  Hutton, 1905)
- Specie Mitra inca d'Orbigny, 1841
- Specie Mitra lima G. B. Sowerby II, 1874
- Specie Mitra magnifica Poppe & Tagaro, 2006
- Specie Mitra mitra (Linnaeus, 1758)
- Specie Mitra muricata (Broderip, 1836)
- Specie Mitra papalis (Linnaeus, 1758)
- Specie Mitra stictica  (Link, 1807)
- Specie † Mitra subscrobiculata  d'Orbigny, 1852)
- Specie Mitra turgida Reeve, 1845

## Collegamenti esterni

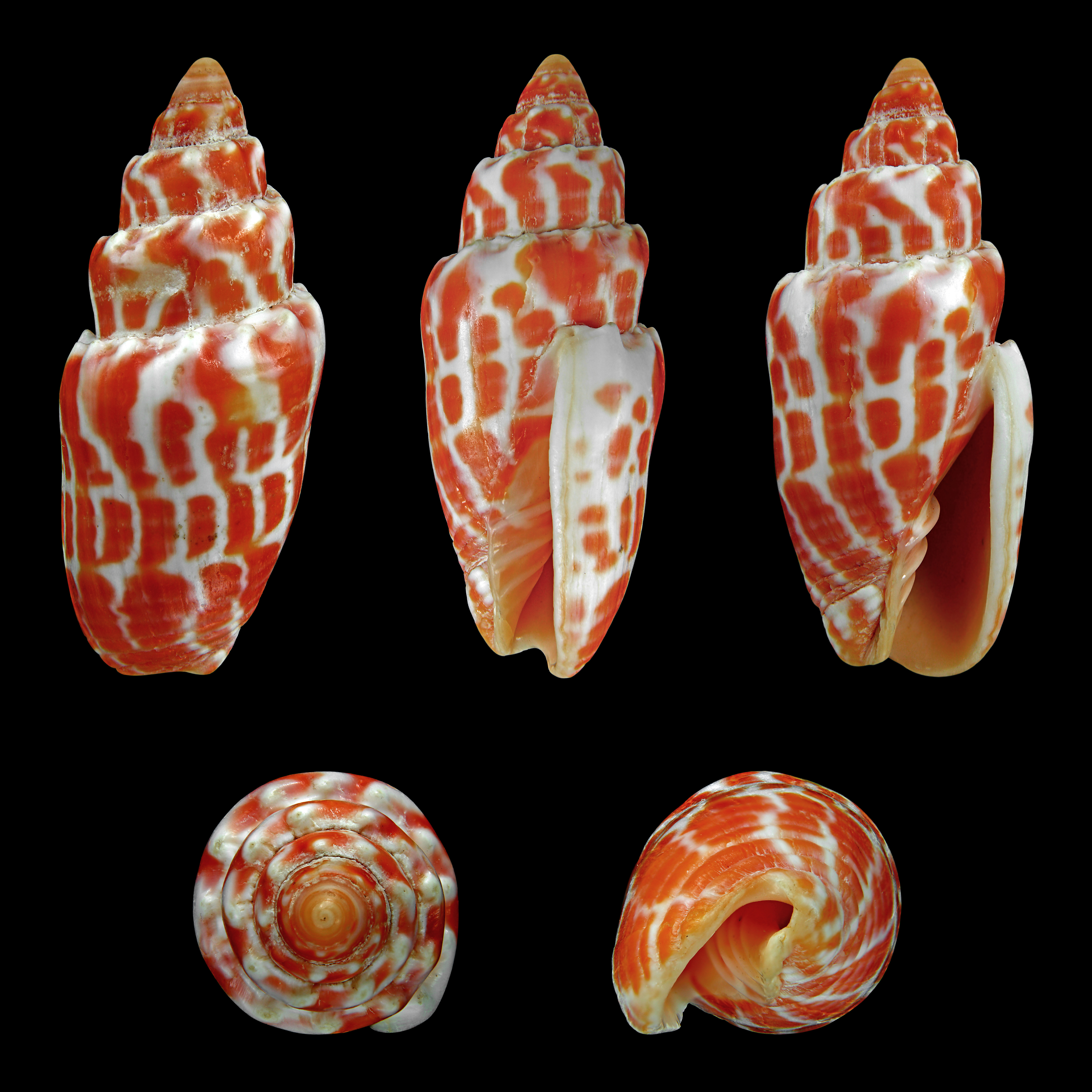
Mitra stictica (Queensland)